# Pat Byrne
Pat Byrne, né le 15 mai 1956 à  Dublin en Irlande, est un joueur puis entraîneur de football irlandais.

## Biographie
Pat Byrne évolue au poste de milieu de terrain central. Il commence sa carrière au Bohemian FC et fait sa première apparition en équipe première contre St. Patrick's Athletic le 25 août 1974. Il joue au total 162 matchs toutes compétitions confondues avec les « Bohs ». Il y remporte deux titres de champions et une Coupe d’Irlande.
En 1978, il part aux États-Unis, recruté par les Philadelphia Fury, pour lesquels il joue 18 matchs et marque 3 buts. Il a comme coéquipiers des joueurs comme Alan Ball, Peter Osgood et Johnny Giles et comme adversaires Rodney Marsh, Carlos Alberto, Franz Beckenbauer, Giorgio Chinaglia et Bobby Moore.
Il revient en Europe en 1979 et signe dans le club anglais de Leicester City. Avec cette équipe, il remporte le titre de champion de D2 en 1980, et dispute 13 matchs en Premier League lors de la saison 1980-1981, inscrivant deux buts. En 1981, il est recruté par le club d'Édimbourg, le Heart of Midlothian. Avec cette équipe, il marque huit buts en deuxième division écossaise lors de la saison 1981-1982, puis trois buts la saison suivante, son équipe ratant de peu la promotion en première division. 
Alors qu’il joue à Tynecastle Stadium, il habite à Dublin. Il fait donc la navette pour les matchs du week-end. Quand cette situation devient trop lourde pour le joueur et pour le club, Byrne bénéficie d’un transfert gratuit et rejoint les Shamrock Rovers. À Glenmalure Park, il remporte succès sur succès avec quatre titres de champion d’Irlande d’affilée, et trois Coupes d’Irlande entre 1984 et 1987. Il est élu joueur de l’année pour les Rovers en 1984-1985, et nommé joueur de l’année la même année par la presse irlandaise. 
Lors de son passage aux Hoops, il est sélectionné huit fois en équipe d'Irlande. Il joue son premier match en équipe nationale le 23 mai 1984, en amical contre la Pologne (score : 0-0 à Dublin). Il reçoit sa dernière sélection le 27 mai 1986, contre la Tchécoslovaquie (victoire 0-1 à Reykjavik).
Pat Byrne quitte les Rovers en 1988 pour devenir l’entraîneur-joueur du Shelbourne FC. En 1992, il guide son équipe vers son premier titre de champion d’Irlande en trente ans. La saison suivante, Shelbourne gagne la Coupe d’Irlande. En Coupe d’Europe des vainqueurs de coupe, le club bat les Ukrainiens du Karpaty Lviv 3-2 sur l’ensemble des deux matchs.
Après avoir été limogé de Shelbourne, Pat Byrne prend en main le club amateur de Saint James's Gate FC, avant de devenir le manager des Shamrock Rovers pour la saison 1996-1997.

## Palmarès

### Joueur
- Champion d'Irlande : 6
  - Bohemian FC : 1974/75, 1977/78
  - Shamrock Rovers : 1983/84, 1984/85, 1985/86, 1986/87
- Coupe d'Irlande : 4
  - Bohemian FC : 1976
  - Shamrock Rovers : 1985, 1986, 1987
- Coupe de la Ligue d'Irlande
  - Bohemian FC : 1975
- Leinster Senior Cup : 3
  - Bohemian FC: 1974/75, 1975/76
  - Shamrock Rovers : 1984/85
- Championnat d'Angleterre D2
  - Leicester City : 1979/80
- Joueur de l'année (joueurs professionnels) :
  - Shamrock Rovers : 1983/84
- Joueur de l'année (presse irlandaise)
  - Shamrock Rovers : 1984/85

### Entraîneur
- Championnat d'Irlande : 1
  - Shelbourne FC : 1991/92
- Coupe d'Irlande: 1
  - Shelbourne FC : 1993
- Entraîneur de l'année (journalistes irlandais)
  - Shelbourne FC : 1991/92

## Sources
- (en) Stephen McGarrigle, The Complete who's who of Irish international football : 1945-1996, Edimbourg, Mainstream Publishing, octobre 1996, 237 p. (ISBN 1-85158-894-9), p. 31